# Geschiedenis van Deurne (Nederland)
Deurne, een plaats en gemeente in de Nederlandse provincie Noord-Brabant, kent een rijke geschiedenis die onlosmakelijk verbonden is met het natuurlijk landschap in de gemeente.

## Geomorfologie

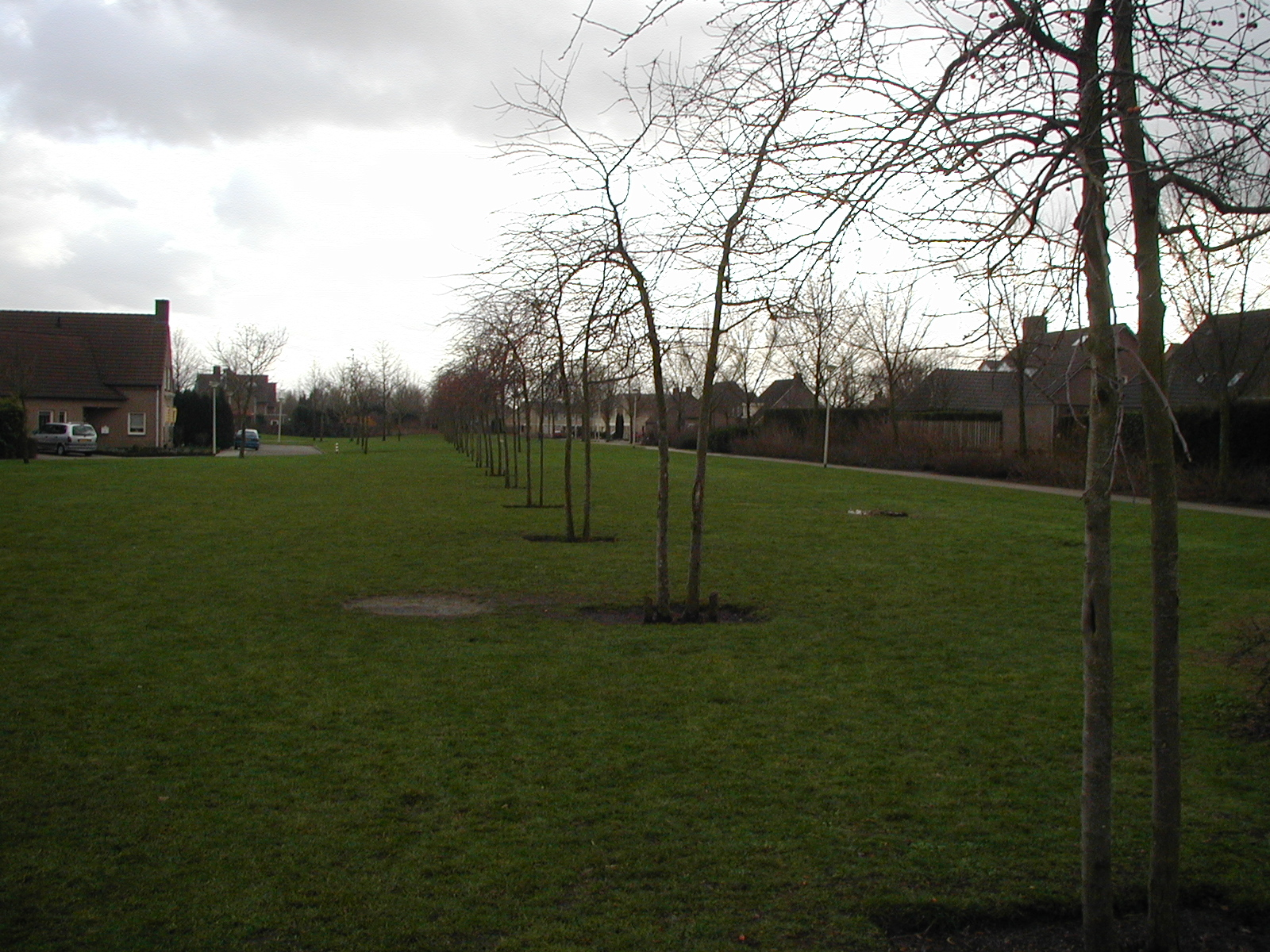
Markering van de Peelrandbreuk met een park en bomenrij in de wijk Heiakker.

De gemeente Deurne is gelegen op de grens van het dekzandlandschap van de Centrale Slenk en het heide- en hoogveenlandschap van de Peelhorst. Daardoor zijn in zijn algemeenheid twee landschapstypen te onderscheiden. De grens tussen de beide landschapstypen, een geologische breuklijn met de naam Peelrandbreuk, loopt door de gemeente. Het tracé is binnen de bebouwde kom zichtbaar gemaakt in de wijk Heiakker door middel van natuurstenen putten en een dubbele bomenrij. De breuklijn wordt gekenmerkt door diverse zijbreuken, die ook zichtbaar zijn in structuren als beken en wegen.
Ten oosten van de breuk wordt het landschap naar het oosten toe steeds natter, van het reeds vanaf de late achttiende eeuw ontgonnen Riet tot aan het hoogveenlandschap met dikke veenmospakketten in het midden van de horst. De kern Helenaveen is een veenkolonie op de Peelhorst, die in 1853 is gesticht.
Ten westen van de breuk ligt een dekzandlandschap, dat wordt doorsneden door beekdalen die in noordwestelijke richting afwateren. Het dekzand is door de wind afgezet in een fijnmazig reliëf van hogere ruggen, veelal langs de beken, en vlakke gebieden op grotere afstand van de beekdalen.
Een belangrijk gebied met dekzandreliëf ligt ten zuidoosten van de dorpskom. In de late middeleeuwen werden zeer waarschijnlijk de toppen van meerdere van deze dekzandruggen en -kopjes de laagte in geschoven om een aaneengesloten beakkerbaar areaal te krijgen. Door de plaggenbemesting, die in dit gebied vermoedelijk in de dertiende of veertiende eeuw op gang kwam, werd het terrein nog verder genivelleerd. Op deze manier ontstond een aaneengesloten, hoger gebied dat bruikbaar was voor de akkerbouw. Dit gebied zou bekend worden als de Deurnese akker.
De Deurnese akker is tegenwoordig vrijwel volledig volgebouwd. We vinden er de woonwijk Koolhof en het bedrijventerrein Kranenmortel. Het reliëf van het dekzandeiland van de Deurnese akker is nog enigszins te reconstrueren. Zo moet de Wolfsberg onder het noordelijk deel van de Koolhof een hogere terreinvorm zijn geweest, en lag in het midden van die wijk een depressie, het Hellegat. Het winkelgebied Wolfsberg is gelegen aan de flank van deze hogere terreinvorm en is er ook naar genoemd.
Veel namen van buurtschappen, straten, akkers, weiden en waterlopen herinneren nog aan het historisch-landschappelijke karakter. Buurtschappen als Zeilberg, Merlenberg en Heuvel geven aan, dat zij ontstonden bij een kleine hoogte in het landschap. De veldnamen Goor en Voort wijzen juist op respectievelijk een moerassig gebied en een doorgang door een beekdal of moerassig terrein. Door verklaring van de veldnamen kan men achterhalen, hoe het landschap er op enig moment in de geschiedenis moet hebben uitgezien.

## Betekenis plaatsnaam
De plaatsnaam Deurne in de oudste vermelding Durninum (721) is een dativus in de betekenis van met doornstruiken begroeide plek. Deze omschrijving duidt waarschijnlijk op een karakteristieke vegetatie in de late prehistorie of vroege middeleeuwen. Eenzelfde landschappelijke betekenis had Vlierden; de oudste vorm Fleododrum (721) wijst op een met vlierstruiken begroeide plek.

## Prehistorie en vroege middeleeuwen

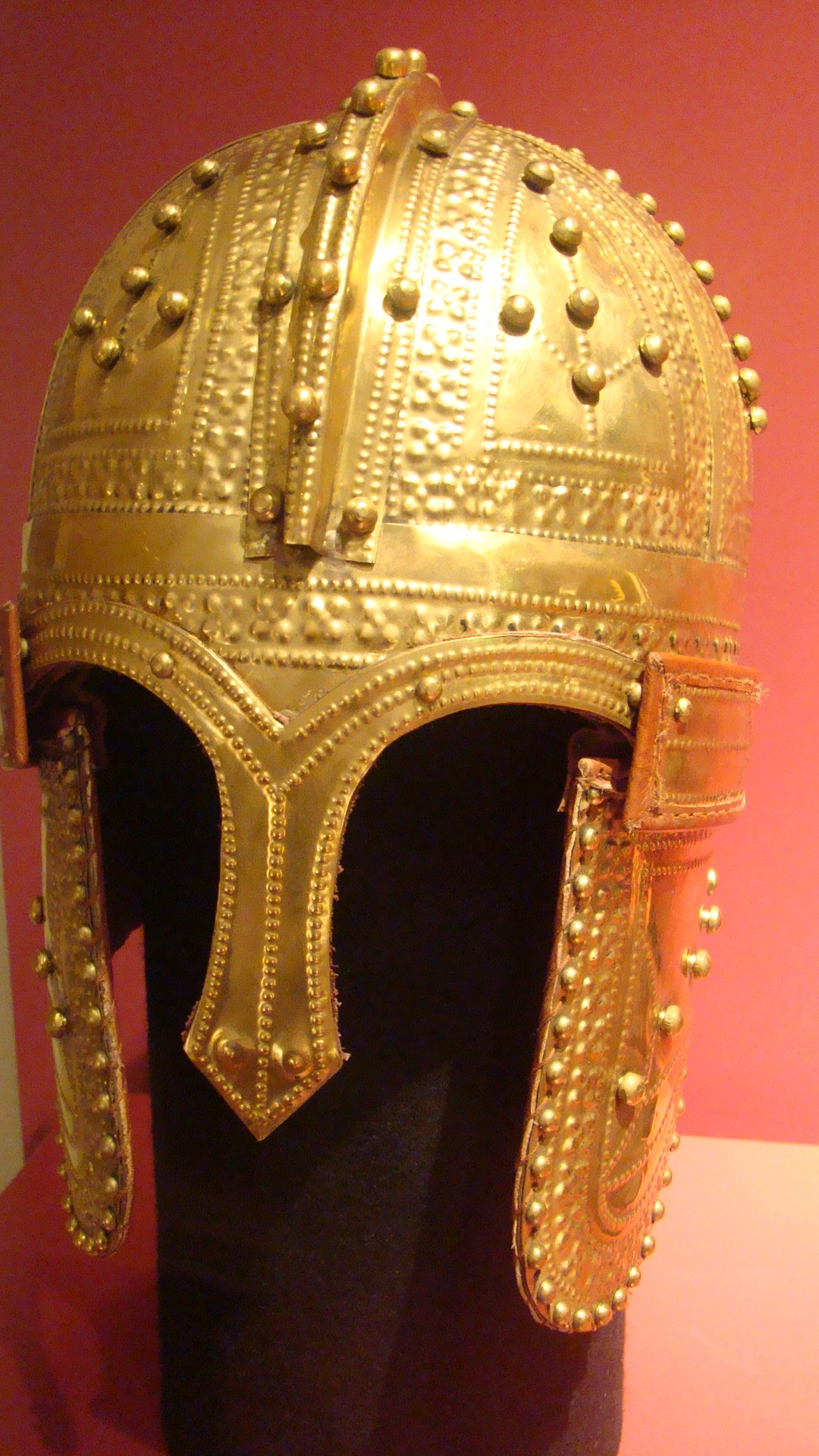
De Peelhelm

Op verschillende locaties in Deurne zijn vondsten uit de steentijd gedaan, onder meer aan het Leegveld en bij de Hoekse Kuilen. Belangrijk is een vondst uit de IJzertijd; in 1837 werd een urnenveld op de heide opgegraven door ingekwartierde militairen. Door schatgraverij gingen vele vondsten verloren. Het gaat om het gebied rondom de huidige Potbosstraat, genoemd naar een verdwenen bosje, het Potbos, dat hier eens gestaan moet hebben. De bewoning verplaatste zich in de prehistorie en vroege middeleeuwen nog zeer regelmatig binnen een bepaald voor landbouw vruchtbaar areaal en was niet altijd even plaatsvast.
In 1910 werd in het veen bij Helenaveen bovendien een verguld-zilveren Romeinse helm aangetroffen. Deze helm is te bezichtigen in het Rijksmuseum van Oudheden in Leiden. Het gaat vermoedelijk om een offergave, zoals er meer in het veen zijn aangetroffen.
De ligging van de vroegmiddeleeuwse basis voor het huidige dorp Deurne is onbekend, al moet die gezien een schriftelijke vermelding in een oorkonde uit 721 wel bestaan hebben. Die oorkonde vermeldt een schenking aan de kerk van Bakel, die onder beheer van Willibrordus stond. Later is het goed via Willibrordus aan de abdij van Echternach gekomen. Er zijn enige aanwijzingen waar een nederzetting uit die periode moet liggen. Bekend is, dat de nederzettingen in grote delen van het dekzandlandschap van Nederland in die tijd op de grotere dekzandeilanden lagen. Dat wordt ondersteund door de liggend van het Echternachse domeingoed Ten Velde. Dergelijke domeingoederen wijzen ons vaak op vroeg- of volmiddeleeuwse bewoningslocaties, en Ten Velde lag nu juist aan het grote dekzandeiland van de Deurnese akker. Meer precies lag het aan de lage flank van de eerder genoemde Wolfsberg. Ten Velde diende vermoedelijk als domeinhof voor de Echternachse bezittingen in Deurne, Vlierden en Bakel. De Deurnese akker is volgebouwd zonder archeologisch onderzoek, zodat we wellicht deze theorie nooit zullen kunnen toetsen.

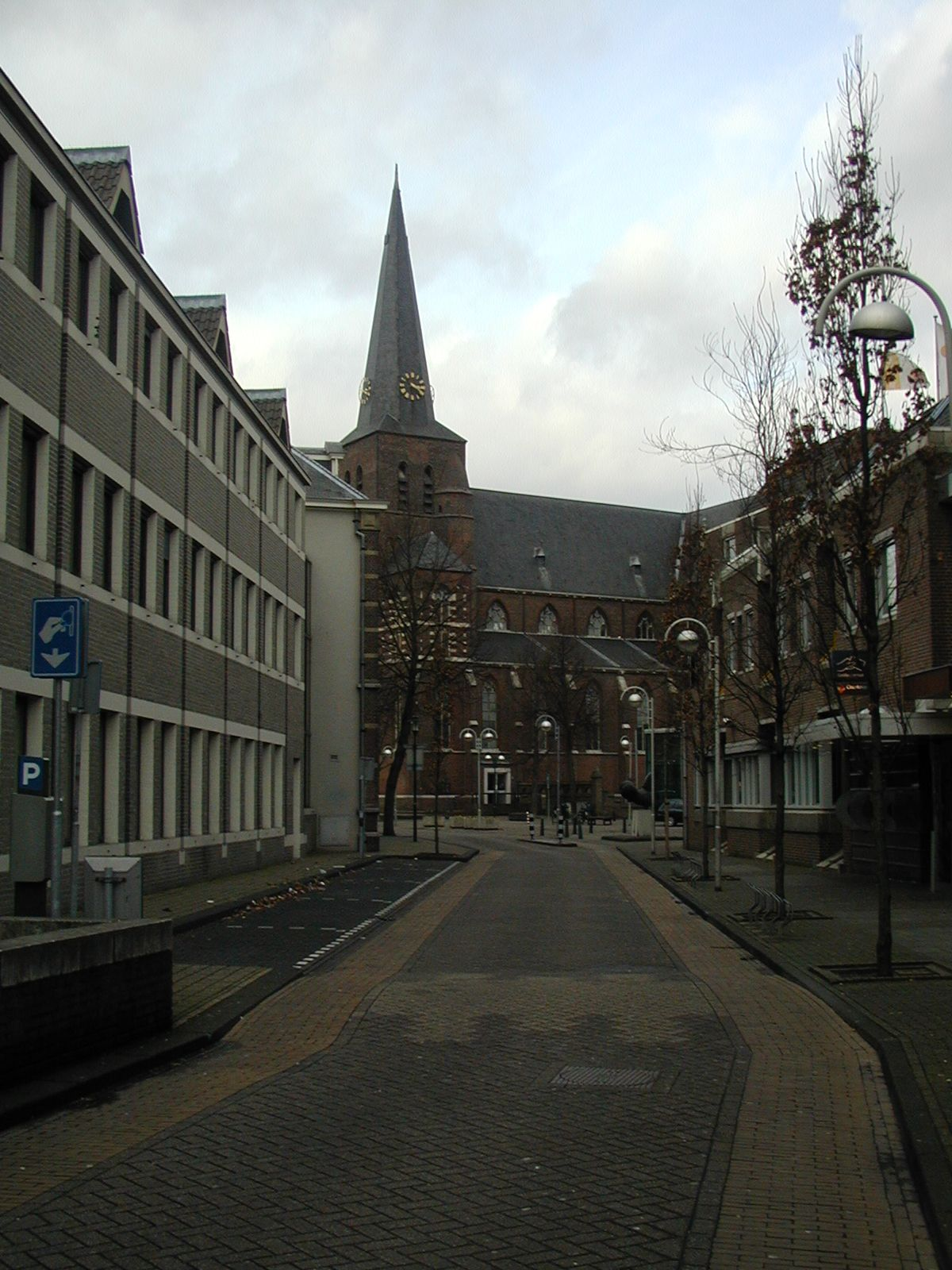
De Sint-Willibrorduskerk vanuit de Martinetstraat, 1 februari 2004.

Een tweede kern uit de vroege middeleeuwen moet op de Bottelse akker hebben gelegen. In 2005 zijn uitgebreide bewoningssporen uit ijzertijd, Romeinse Tijd en vroege middeleeuwen aangetroffen op deze akker, een kleinere dekzandrug ten westen van de Deurnese akker. Wellicht gaat het hier om een dekzandrug die voor bewoning gebruikt werd in perioden van bevolkingsexpansie, want er is geen sprake van continue bewoning. De hoofdnederzetting kan onder de Deurnese akker gelegen hebben.

## Buurtschappen in de gemeente Deurne
In de late middeleeuwen kwam een nederzettingspatroon met een groot aantal buurtschappen tot stand. Zij lagen aan de verschillende kleinere dekzandruggen langs de beekdalen van de Aa, langs kleine dekzandkoppen in het veld en rondom het grote dekzandeiland van de Deurnese akker. De buurtschappen kwamen doorgaans voort uit één hoeve, die vaak al in de late middeleeuwen in meerdere hoeven was gesplitst.
De buurtschappen Grote en Kleine Bottel, Derp, Lage Kerk, Heuvel, Veldheuvel (ook wel als zuidelijk deel van het Derp beschouwd), Zeilberg, Walsberg (vóór 1950 Wasberg genoemd), Haageind, Kerkeind en Vreekwijk gingen in de twintigste eeuw volledig op in de bebouwing van het groeiende dorp Deurne, of raakten er ruimtelijk mee verbonden. Buurtschappen als Breemortel, Heitrak, Hazeldonk, Baarschot, Donschot en Ruth bleven tot op heden van de verschillende kernen gescheiden en dragen een sterk (modern-)agrarisch karakter.
Op een van de buurtschappen gaan we nu wat dieper in. Veldheuvel neemt in dit rijtje namelijk een speciale plaats in. In deze buurtschap lagen in de middeleeuwen onder meer het kasteeltje Stakenborch, de Veldheuvelse of Sint-Antoniuskapel en het gasthuis. De boerderij die werd gebouwd op de plaats van de Stakenborch werd omstreeks 1962 gesloopt, en in 1971 sneuvelde ook de tot woningen verbouwde kapel. Deze kapel had al sinds het begin de reformatie in 1648 niet meer als kapel gediend. Slechts het huis dat omstreeks 1767 op het terrein van het toen al verdwenen gasthuis werd gebouwd, bestaat nog (Fabriekstraat 39 en 41). Dit gebouw geniet echter geen juridische bescherming. Ook de fundamenten van de boerderij, die wellicht nog deel hebben uitgemaakt van de Stakenborch, zijn vermoedelijk nog onder de bestaande bebouwing op het bedrijventerrein aanwezig.

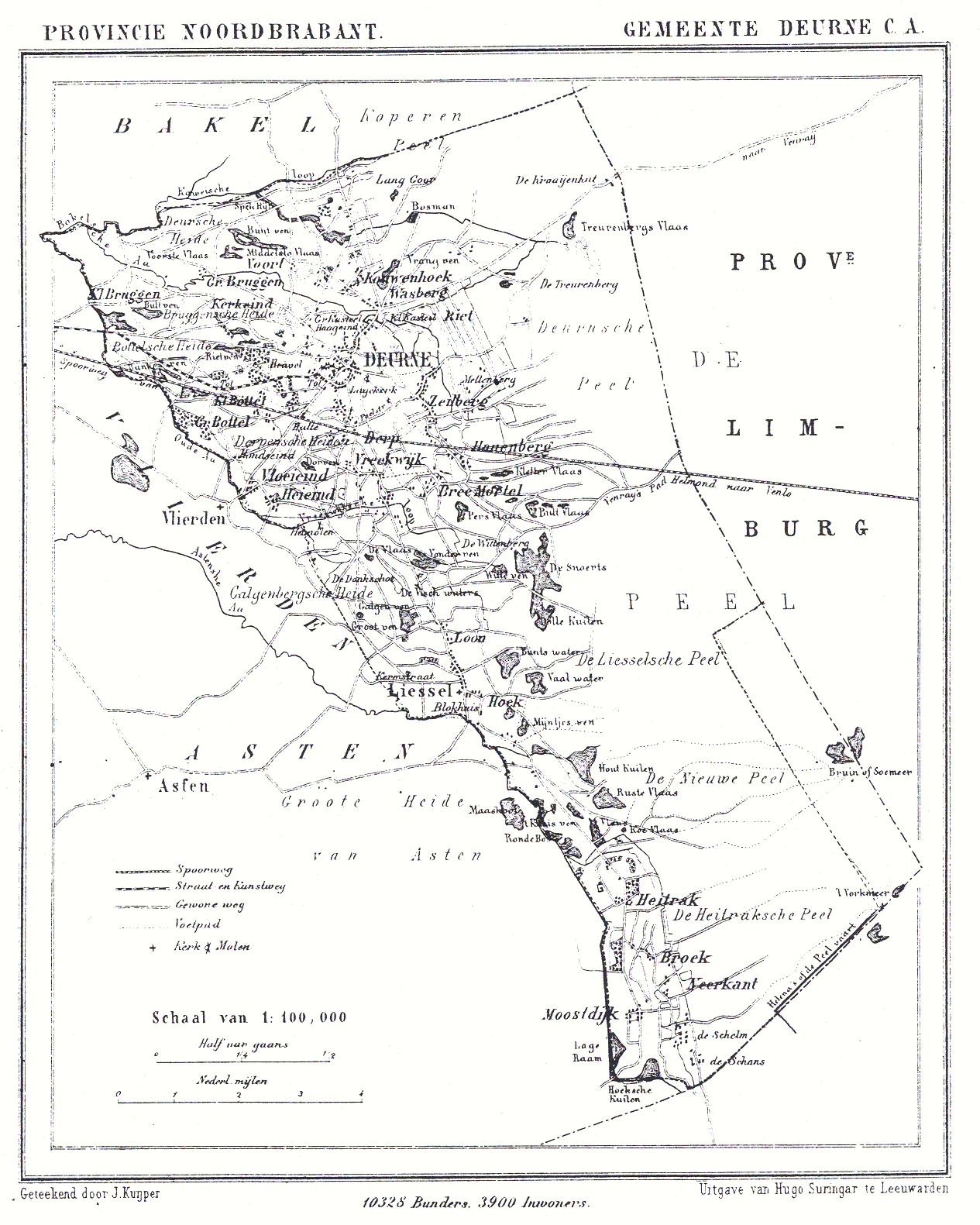
Deurne in 1866

## Religie in Deurne vóór 1795
Door een schenking van goederen in Deurne van Herelaef aan de kerk in Bakel, onder beheer van Willibrordus in het jaar 721, heeft Deurne tot 1795 banden gehad met de Abdij van Echternach in Luxemburg.
De eerste kerk van Deurne behoorde eveneens aan de abdij toe. In 1069 wordt de Sint-Willibrorduskerk voor het eerst genoemd, en bij opgravingen is een kerkje in romaanse stijl uit die eeuw terug gevonden. Aanwijzingen dat er een veel oudere kerk aanwezig was, zijn er niet. Waarschijnlijk was men daarvóór aangewezen op de aantoonbaar oudere kerk van Bakel. De oudste bovengrondse bouwdelen van de huidige kerk dateren uit de dertiende eeuw.
Een belangrijk jaar voor de bevolking van Deurne was 1648. In dat jaar moest, als gevolg van de Vrede van Münster, de middeleeuwse Sint-Willibrorduskerk worden afgestaan aan de protestanten. De katholieken kerkten vervolgens noodgedwongen op de Grotenberg, net over de grens in het huidige Limburg, waar godsdienstvrijheid heerste. Aan het einde van de zeventiende eeuw mocht men naar Deurne terugkeren, waar onder meer aan de huidige Lage Kerk twee opeenvolgende schuurkerken verrezen. De oude naam van de Lage Kerk, Weidestraat, werd daarbij in de volksmond vervangen door Lage Kerk. Men verwees daarbij naar de schuurvorm van de kerk, die vanwege het verbod op het openbaar belijden van het rooms-katholicisme, geen toren had.

## Kerken en kloosters vanaf 1795
Na de inval van de Fransen in 1795 werd bepaald, dat de religie met de meerderheid de middeleeuwse kerk toegewezen kreeg. In Deurne waren dat de katholieken, en na ruim 150 jaar betrokken zij hun oude kerk weer. De protestanten lieten daarop in 1815 een nieuwe kerk aan de Helmondseweg bouwen, mogelijk op grond van de protestantse heer van Deurne. De locatie van de oude schuurkerk aan de Lage Kerk werd door de katholieken volledig verlaten.
In 1895 werd de Markt aan de voet van de Sint-Willibrorduskerk sterk vergroot, en het huidige gemeentehuis werd gebouwd. Het oude raadhuis naast de kerk, stammend uit 1805, werd ten behoeve van de vergroting in 1897 afgebroken, ondanks verzoeken van de brievengaarder om het tot postkantoor te bestemmen. In 1909 werd uiteindelijk naast het nieuwe gemeentehuis een postkantoor gebouwd.
Het herstel van de bisschoppelijke hiërarchie in 1853 zorgde voor een sterke opkomst van de katholieke taken en daarmee de gebouwen. In 1857 werd naast de kerk het Liefdehuis Sancta Maria van de Zusters Franciscanessen uit Veghel gebouwd. Zij stichtten onder meer de meisjesschool Sint-Anna, het ziekenhuis Sint-Jozef (1924) en de huishoudschool Sancta Maria vanuit het Liefdehuis op naastgelegen terreinen. In 1970 werd het Liefdehuis afgebroken na al geruime tijd niet meer in gebruik te zijn geweest als klooster. In 1969 verrees het Sint-Willibrordusziekenhuis aan de Bakelseweg, waardoor het voormalige ziekenhuis Sint-Jozef werd omgezet in een bejaardentehuis. Het moest in 1994 plaatsmaken voor nieuwbouw van een verpleeg- en verzorgingshuis met aanleunwoningen en appartementen. Ook de meisjesschool Sint-Anna is reeds vóór 1980 verdwenen.
Aan de overzijde van de Visser verrees in het laatste decennium van de negentiende eeuw het klooster van de Fraters van Tilburg met de jongensschool, uiteraard strikt gescheiden van het terrein van de meisjesschool. Na nieuwbouw van de Sint-Willibrordusschool aan de huidige Swinkelslaan in de tweede helft van de twintigste eeuw kwam de school leeg te staan, waarna er verenigingen gebruik van konden maken. Het schoolplein deed geruime tijd dienst als startlocatie van de Deurnese Avondvierdaagse. In de jaren negentig werd het grotendeels gesloopt, waarna er appartementen aan de Parkhof verrezen. Het Fratershuis is samen met een gedeelte van de jongensschool nu nog het enige dat herinnert aan de christelijke zielzorg in de negentiende en eerste helft van de twintigste eeuw in Deurne.
De middeleeuwse kapel van Vlierden viel – net als alle kerkelijke goederen – toe aan de staat, die ze aan de protestanten in gebruik gaf. De Vlierdense katholieken betrokken een schuurkerk aan de huidige Pastoriestraat, die al spoedig een zelfstandig karakter kreeg, los van de parochiekerk van Deurne. De oude kapel, gebruikt door de protestanten, werd nog in de achttiende eeuw van een stenen toren voorzien. Bij de teruggave van de kerkelijke goederen aan de katholieken in de Franse tijd prefereerden de Vlierdense gelovigen de schuurkerk aan de Pastoriestraat. Op deze plek verrees uiteindelijk een kerk onder auspiciën van ingenieurs van het Ministerie van Waterstaat, die er nu in sterk gewijzigde vorm nog staat. De resten van de oude kapel werden in de eerste jaren van de twintigste eeuw afgebroken. Op het voormalige kerkhof staat nu een gedachteniskapelletje van de familie De Maurissens.
De Liesselse Sint-Hubertuskapel werd in 1851 tot Sint-Willibrorduskerk verheven. In 1901 verrees een neogotische kerk, iets zuidelijker in het dorp, waarna de oude in 1903 werd afgebroken. Helenaveen kreeg spoedig daarna een eigen protestantse en katholieke kerk, terwijl Neerkant later in de negentiende eeuw van de parochie Liessel werd afgesplitst. De katholieke kerken van Neerkant en Helenaveen werden in 1944 verwoest, waarna nieuwbouw volgde. In Liessel verrees bovendien in de jaren tachtig van de twintigste eeuw een Sint-Hubertuskapel.
In de twintigste eeuw werden in het dorp Deurne meerdere kerken gesticht. Achtereenvolgens kregen de gemeenschappen van Zeilberg (1914), de Sint-Jozefparochie, Walsberg en na de Tweede Wereldoorlog ook de Heilige-Geestparochie een eigen katholieke kerk. In 1944 verrees aan de Vlier de Maria-Vredeskapel en in de eerste jaren van de eenentwintigste eeuw in Zeilberg een Corneliuskapel en aan het Haageind een Sint-Antonius-Abtkapel, op initiatief van het Sint-Antonius-Abtgilde.

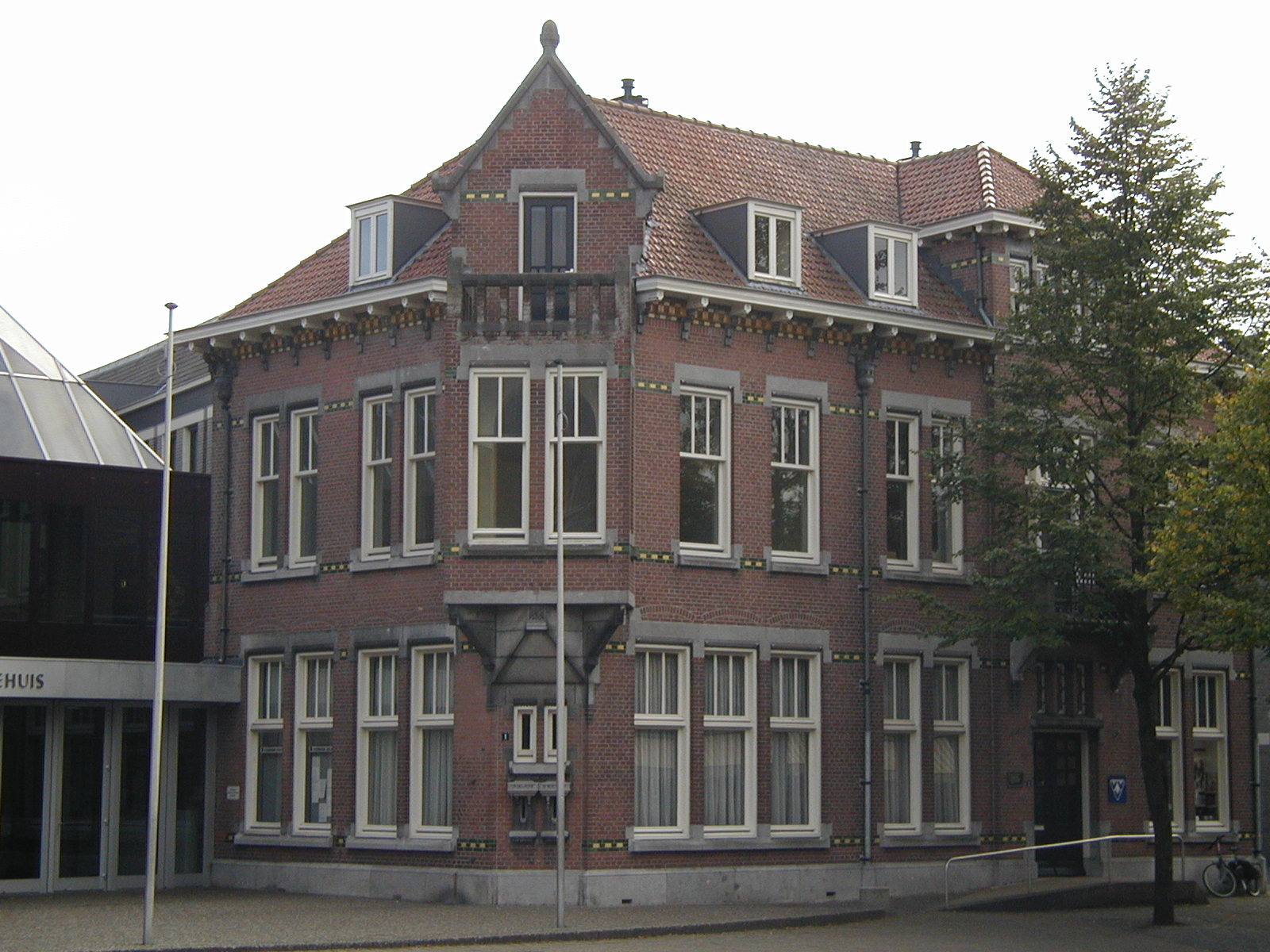
Het voormalige Deurnese postkantoor, nu VVV-kantoor, 1 februari 2004.

De kloosters van Deurne dateren allemaal van ná het herstel van de bisschoppelijke hiërarchie in 1853. Het Liefdehuis was in 1857 het eerste klooster, voornamelijk gesticht voor de zielzorg van de parochianen. In het huis Landzicht kwam in de negentiende eeuw een gemeenschap van trappisten, die later naar een boerderij op het Riet verhuisden. De parochies Liessel, Vlierden, Neerkant, Helenaveen, Zeilberg en de Sint-Jozefparochie kregen in de loop van de negentiende en vroege twintigste eeuw hun eigen kloosters. Plannen voor kloosters van de trappistinnen en kartuizers in de jaren twintig liepen op niets uit. In 1954 werd het Missiehuis tussen de Sint-Jozefparochie en Vlierden als laatste klooster gebouwd.

## Deurne als heerlijkheid (ca. dertiende eeuw - 1795)
Deurne was vóór de inval van de Fransen in 1795 een heerlijkheid, bestuurd door de heer van Deurne. De heer van Deurne was een leenman van de hertog van Brabant voor de heerlijke rechten. Hij resideerde vanaf eind veertiende eeuw op het zogenaamde Oud Huis, nu Klein Kasteel genaamd (gebouwd vóór 1383), een leengoed van de heren van Cranendonck. Dit Oud Huis werd gebouwd in het beekdal van de Vlier, een waterloop ten noorden van het centrum van Deurne. Het werd gebouwd als opvolger van de residentie op het goed Ter Vloet, dat enkele honderden meters verder stroomafwaarts lag. De reden waarom men aan het einde van de veertiende eeuw stroomopwaarts trok voor een nieuwe residentie, is niet bekend. Wellicht had het te doen met de waterkracht voor de nieuw gebouwde watermolen naast het Oud Huis. In 1948 verhuisde de laatste De Smeth uit Deurne, en kwam het Klein Kasteel in handen van de artsen- en kunstenaarsfamilie Wiegersma.
Het Huis te Deurne, later Groot Kasteel genaamd, dat tegenover het Klein Kasteel in het beekdal van de Vlier ligt, was een laatveertiende-eeuws edelmanshuis (gebouwd vóór 1397) en leengoed van de hertogen van Brabant. In de zestiende eeuw kochten de bewoners van het Groot Kasteel de heerlijke rechten en het Klein Kasteel op, waarna de zetel van de heerlijkheid naar het Groot Kasteel verhuisde. Het Klein Kasteel werd daarop verhuurd, later verkocht en eind achttiende eeuw door de vrouwe van Deurne weer terug gekocht. Vanaf 1760 was de heerlijkheid in bezit van de adellijke familie De Smeth. Zij bewoonden een deel van het jaar het Groot Kasteel.

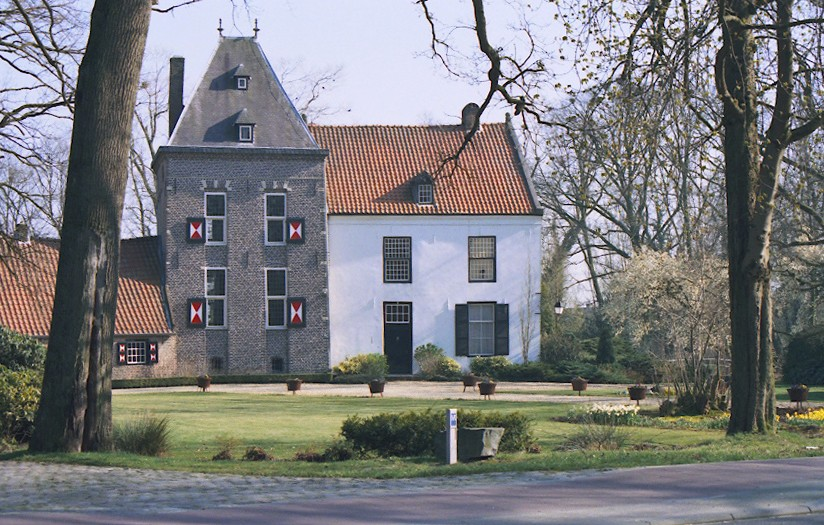
Het Klein Kasteel aan het Haageind in Deurne

Het Klein Kasteel bestaat nog in de vorm die het in 1857 kreeg door de bouw van een nieuwe vleugel. Het Groot Kasteel is sinds 24 september 1944 een ruïne. In een poging SS'ers uit het kasteel te verdrijven, schoten geallieerde tanks het in brand met Armour Piercing-granaten. Kort daarop stortte het in. In de restanten is sinds 1966 Sociëteit Walhalla gevestigd.

## De snelle groei van Deurne na 1915
Reeds in het Interbellum verrezen in arbeiderswoningen in tuindorpstijl aan de Heuvelstraat, de Hagelkruisweg en de Sint-Jozefparochie. In het kader van de sociale woningbouw werden in 1921 in de Sint-Jozefparochie arbeiderswoningen rondom Beukenstraat en Sint-Jozefplein en boerderijtjes aan de Beukenstraat en Vloeieindseweg gebouwd. Voorheen waren hier heidevelden en leemwinningskuilen te vinden. De woningen aan het Sint-Jozefplein, dat plaatselijk ook wel bekendstaat als het Hoefijzer, moesten omstreeks 2000 na langdurig protest wijken voor nieuwbouw.
De woningbouw in Deurne kwam na de Tweede Wereldoorlog in een stroomversnelling. Het eerste project werd uitgevoerd aan de Lindenlaan; hier verrezen de eerste moderne rijtjeswoningen. Daarna werden de projecten aan de Hellemanstraat, in de Pastoorsbuurt en het plan d'Ekker uitgevoerd, allen aan de rand van de oude dorpskern.
Met name in de loop van de jaren zestig en jaren zeventig kwam de woningbouw in een stroomversnelling. In snel tempo werden de wijken Houtenhoek, Coppel & Bluijs (omgeving Romboutsstraat-Knippenbergstraat) en Koolhof uit de grond gestampt en Sint-Jozefparochie, Liessel, Walsberg en Zeilberg uitgebreid. De Koolhof werd pas aan het einde van de jaren tachtig voltooid. Toen was men reeds gestart met de opvolgers van de Koolhof: de Heiakker richting het oosten, Vlier-Zuid naar het noorden en de uitbreiding van Vlierden in oostelijke richting, als opvolger van een bouwplan uit de jaren zeventig. Het eerstgenoemde plan werd pas na de millenniumwisseling afgerond, terwijl Vlier-Zuid vanaf omstreeks 1987 werd opgevolgd door Vlier-Noord tussen de Dunantweg en de Helmondsingel. De meest recente grotere woningbouwprojecten zijn De Vennen en De Rijtse Vennen aan de westzijde van Deurne. Op korte termijn zullen De Weijst aan de oostzijde en de Leemskuilen aan de zuidzijde worden uitgevoerd.

## Bedrijven
Bedrijfsterreinen hielden deze groei bij. Het eerste bedrijventerrein van Deurne was Grote Bottel, waar onder meer Te Strake en de NATEX gevestigd waren. In de jaren zestig volgde het tot op heden grootste terrein, Kranenmortel. De eerste bedrijven verrezen hier aan de Energiestraat en aan de Liesselseweg (een gloeilampenfabriek van Philips omstreeks 1962). Dit terrein werd tot ver in de jaren negentig uitgebreid. Geleidelijk groeide aanvankelijk het terrein Leemskuilen, terwijl het in de jaren tachtig en negentig sprongsgewijs vergroot werd tot aan de buurtschap Vreekwijk. De meest recente uitbreidingen zijn De Rijt (uitgevoerd) en Binderen-Zuid (in voorbereiding). De oudste bedrijfsterreinen Leemskuilen en Grote Bottel zijn betrokken bij de ruimtelijke reconstructie van de spoorzone, waar de industrie zich aanvankelijk vestigde. Zij zullen grotendeels omgevormd worden tot gebieden voor woningbouw.